# Nawaat

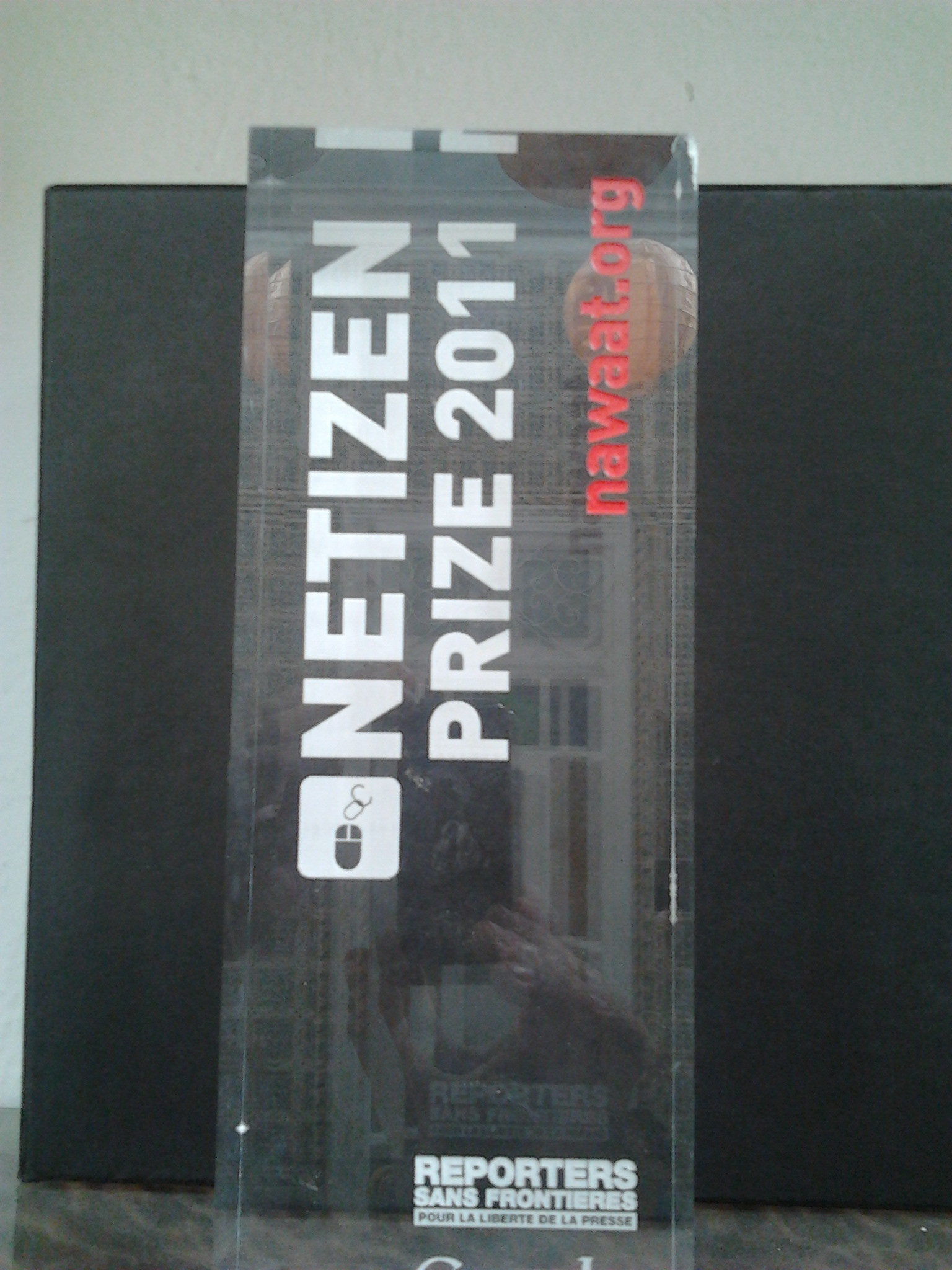
Netizen Prize 2011

Nawaat (arabiska för 'kärna') är en tunisisk blogg, som grundades 2004 av Sami Ben Gharbia, Sufian Guerfali och Riadh Guerfali. Målet var att skapa en oberoende plattform för dissidenter, och som sådan kom Nawaat att få en framträdande roll i samband med Jasminrevolutionen 2011. Förutom att sprida nyheter och åsikter som regimen ville censurera, informerade bloggen tunisierna om hur de kunde runda censuren och verka anonymt på internet. Nawaat har vunnit flera priser, bland annat Reportrar utan gränsers Netizenpris 2011.